# Federico Luci
Federico Nunzio Luci (Sarzana, 11 marzo 1953) è un grafico e direttore artistico italiano.

## Biografia
Nato a Sarzana da una famiglia di origine ligure/toscana, si diploma al Liceo Artistico Statale di Carrara con la tesi [Le ortogonali nella fotografia e nell'arte contemporanea]. Continua gli studi, frequenta il corso di pittura ed il Corso di Design tenuto da Silvio Coppola e Bruno Munari, dell'Accademia di Belle Arti di Carrara dove si diploma con il massimo dei voti nel 1979. Terminata l'accademia del capoluogo toscano, Federico Luci si trasferisce in Germania dove frequenta il Corso di Comunicazione Visiva all'Università di Essen/Wolkwanchule. Sempre in Germania, nel 1980 diventa assistente presso lo studio grafico del celebre designer editoriale tedesco Willy Fleckhaus. Nel 1983, dopo la prematura scomparsa di Fleckhaus, Federico Luci fonda lo studio grafico editoriale Book-Design con sede a Colonia. Nel 1981 Luci diventa assistente ordinario alla cattedra di Comunicazione Visiva all'Università di Wuppertal, cattedra dove ricopre il ruolo di docente vicario dal 1983 al 1990.
Inizia molto presto a collaborare con le più importanti case editrici tedesche e italiane. In Italia, nel 1980 inizia ad occuparsi della progettazione grafica per la Bollati Boringhieri, casa editrice di Torino, mentre nel 1984 inizia a collaborare con Einaudi Editore; seguono poi la Garzanti di Milano e la casa editrice Il Mulino di Bologna. In Germania Luci, in qualità di art director, dal 1983 collabora con la Piper Verlag di Monaco/Zurigo, nel 1985 con Beck & Glücker di Friburgo, nel 1995 con la Beltz Verlag di Weinheim, nel 1996 con la Brockhaus Enzyklopädie di Mannheim, e nel 1997 con Pendo editore di Zurigo/Monaco.
Nel 1990 è chiamato a dirigere il Servizio Grafico Editoriale della Arnoldo Mondadori Editore. Nella veste di Art Director unico dell'importante gruppo editoriale milanese coordina dal 1990 al 1997 il design dell'Area libri e di numerose collane della Mondadori: da Urania, passando per gli Oscar, Libri per ragazzi [Mondadori Verona] fino ai Gialli Mondadori. Da alcuni anni è docente di Graphic Design presso l'Accademia di Belle Arti di Carrara.

### Premi e riconoscimenti
Nella sua lunga attività di grafico editoriale ha ricevuto numerosi premi e riconoscimenti. Nel 1982 ha vinto il Premio Librai di Montereggio come "Migliore copertina dell'anno" per un saggio pubblicato da Boringhieri Editore di Torino. Nel 1998 alla Fiera Internazionale del Libro di Torino gli viene assegnato il  "Premio migliore copertina" per Microcosmi di Claudio Magris pubblicato da Garzanti. L'anno successivo, il 1999, alla Fiera internazionale del Libro di Francoforte, la celebre Buchmesse considerata la più importante manifestazione mondiale del settore, Federico Luci vince il premio come miglior copertina per la realizzazione grafica dell'edizione tedesca del saggio "Aus Shakespeares Welt" di Wystan Hugh Auden pubblicato nel 2000 dalla Pendo di Zurigo.